# Ле Бри, Мишель
Мишель Ле Бри (фр. Michel Le Bris; 1 февраля 1944, Плугану, департамент Финистер — 30 января 2021, Ла Куйер, департамент Иль и Вилен) — французский писатель и публицист.
Окончил Высшую коммерческую школу в Париже (1967). В 1968—1969 годах главный редактор посвящённого джазу журнала Jazz Hot, одновременно входил в круг литераторов, начавших издавать литературный журнал Magazine littéraire. В 1970—1971 годах главный редактор леворадикального журнала La Cause du peuple («Народное дело»); был арестован и провёл 8 месяцев в тюрьме. В 1970 году опубликовал под псевдонимом Пьер Крессан (фр. Pierre Cressant) эссе о Леви-Строссе.
Выйдя из тюрьмы, на семь лет поселился в Лангедоке, поддерживал окситанское региональное движение. Написал несколько книг с маоистских позиций; в ряде интервью утверждал, что работает над книгой под названием «Бог умер, Маркс умер, да и мне что-то нездоровится» (фр. Dieu est mort, Marx est mort et moi-même je ne me sens pas très bien — фраза, которую нередко ошибочно приписывают Вуди Аллену). В 1973 году выступил одним из основателей газеты Libération, которую возглавил Жан-Поль Сартр. С 1974 года редактировал вместе с Сартром книжную серию «Дикая Франция» (фр. La France sauvage).
Отойдя со временем от своих радикальных взглядов, занимался исследованием жизни и творчества Роберта Луиса Стивенсона: опубликовал, в частности, первый том его биографии (фр. Robert Louis Stevenson: Les années bohémiennes; 1994) и французский перевод его переписки с Генри Джеймсом (1987), занимался изданием произведений Стивенсона во Франции. Много писал о путешествиях, о своей родной Бретани, о флибустьерах, опубликовал со своими комментариями альбом произведений Н. К. Уайета.